# Chiesa di Santa Maria della Strada (Taurisano)
La chiesa di Santa Maria della Strada è una chiesa di Taurisano in provincia di Lecce. Fu edificata tra la metà del XIII e gli inizi del XIV secolo in stile romanico pugliese.

## Storia
La chiesa è il risultato di un'evoluzione volumetrico-spaziale avvenuta a partire dal XIV fino al XX secolo. La struttura originaria era costituita da un'unica navata con tetto a capriata, a cui in epoche successive furono aggiunte le volte in muratura (1755) e la navata a settentrione con volta a vela (XVII secolo). Nel corso del Novecento fu costruito un ambiente adibito a sacrestia. L'edificio risulta composto da sei corpi di fabbrica, due appartenenti all'impianto originario ai quali ne sono stati accorpati altri quattro sul lato nord.

## Architettura

### Esterno
La facciata è impreziosita da un portale inquadrato tra due colonne su alti plinti e sormontate da capitelli, che sorreggono due animali accovacciati, un leone e un toro, dai quali si innestano i bracci della cuspide realizzando una specie di protiro. Il portale è costituito da tre fasce concentriche scolpite a intrecci geometrici e a motivi vegetali, le quali racchiudono l'architrave monolitica con il bassorilievo rappresentante l'Annunciazione: la scena è inquadrata tra due colonne alle quali sono accostati due uccelli rampanti (pavoni), l'arcangelo Gabriele (a sinistra) e la figura della Vergine seduta in trono (a destra); tra le figure è incisa in greco la salutatio angelica, coronata da una fascia leggermente aggettante decorata con intrecci viminei.

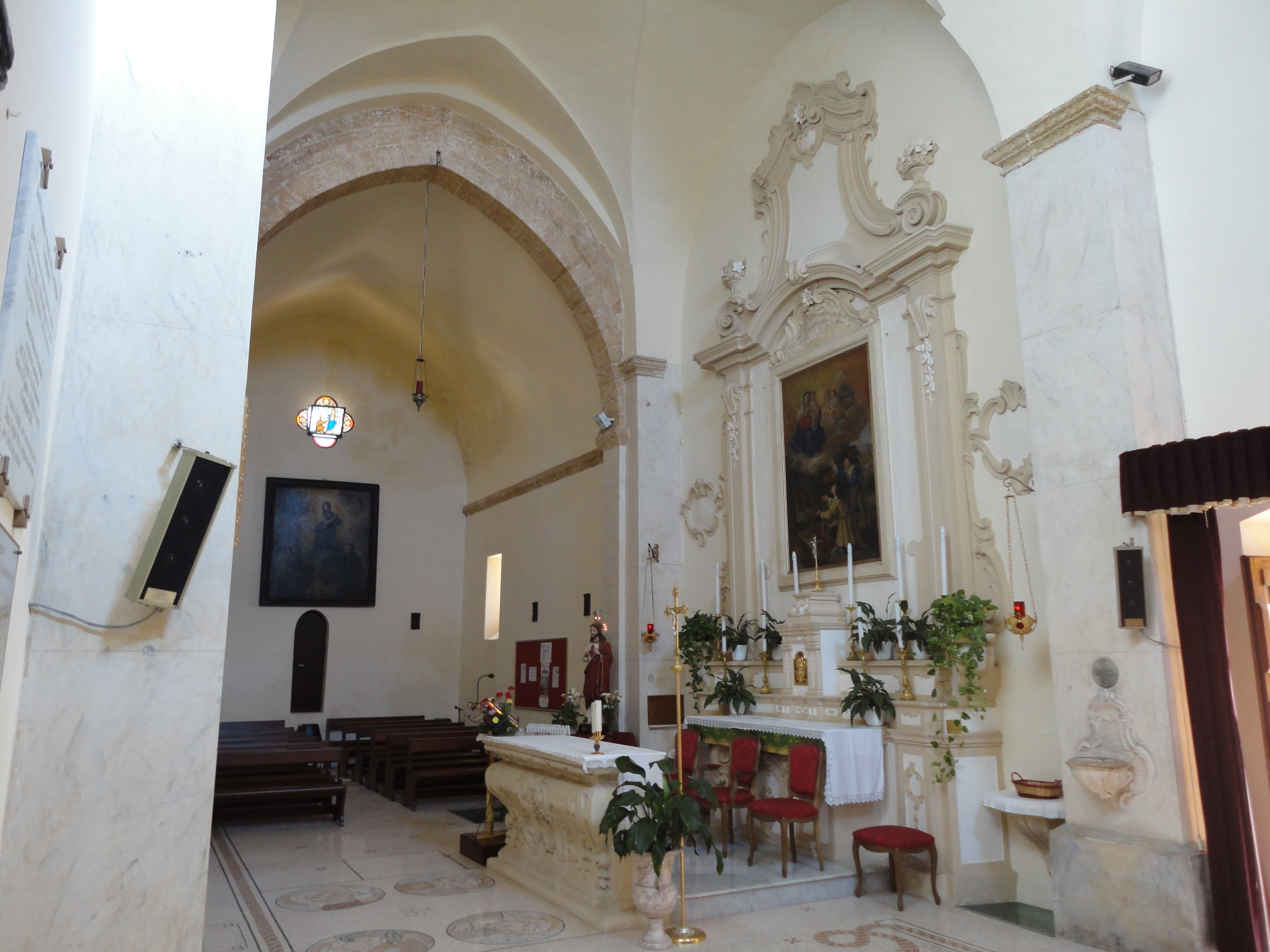
Interno

Il rosone è costituito da due corone concentriche scolpite e da una terza ridotta soltanto alla metà superiore. La fascia interna è lavorata con intrecci vegetali tra i quali si scorgono piccole figure di animali, quella mediana con foglie di acanto, come sul portale, intervallate da piccoli busti di figure rappresentanti il Salvatore e gli Apostoli, mentre la fascia più esterna è decorata con un motivo geometrico.
A coronamento di tutta la chiesa corre lungo il perimetro la decorazione di archetti pensili. Lateralmente, sotto il campanile a vela settecentesco, è presente una meridiana bizantina con le ore indicate in greco ed in latino. 

### Interno
Addossata al lato settentrionale della chiesa è la cappella dell'Annunciazione, corredata da affreschi del XVI secolo. Nel piccolo ambiente sono affrescate le immagini di San Nicola, di Sant'Antonio abate, la scena del Cristo in croce tra due angeli circondato dalle figure della Madonna orante e di San Leonardo di Noblac, la scena dell'Annunciazione con l'iscrizione ANNO D(OMINI) 1538 / EGO ANGE, la Vergine di Costantinopoli. Tracce di affreschi databili tra i secoli XIV e XVI sono presenti sui muri interni della chiesa. Nel Settecento, la realizzazione di un nuovo corpo di fabbrica addossato al lato nord della chiesa trecentesca, comportò il cambiamento radicale dell'orientamento liturgico dell'edificio con la realizzazione del nuovo altare maggiore a ridosso della parete meridionale.
All'interno della chiesa sono presenti alcune tele: Santa Lucia (1716), Santa Maria Maggiore e San Carlo Borromeo (XVIII secolo), Miracolo della Madonna della Strada (1866) di Francesco Tempesta; e alcune statue: San Giuseppe, l'Addolorata, la Madonna della Strada (in cartapesta).